# Megalomanía
La megalomanía es un trastorno psicopatológico caracterizada por fantasías delirantes de poder, relevancia, omnipotencia, grandeza y por una hinchada autoestima. Históricamente fue usada como un nombre para un trastorno de la personalidad narcisista antes del primer uso de este último por Heinz Kohut en 1968, y es usado hoy como el equivalente no clínico.

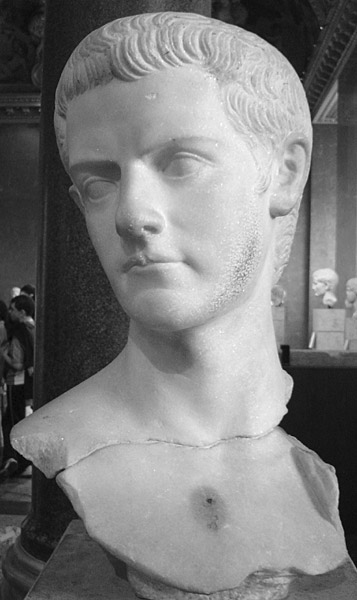
Se dice que el Emperador Calígula (año 12-41 dC) sufría de megalomanía.

No está mencionada en el Manual diagnóstico y estadístico de los trastornos mentales (DSM, por sus siglas en inglés) ni en la Clasificación Estadística Internacional de Enfermedades (ICD, por sus siglas en inglés).

## Etimología
La palabra megalomanía deriva del griego μεγαλο- megalo- «grande», y μανία-mania- «locura, frenesí».

Una caricatura que ilustra el fenómeno de la megalomanía

## Freudianismo temprano
Sigmund Freud comentó del sentido neurótico adulto de omnipotencia que «esta creencia es un franco reconocimiento de una reliquia de la antigua megalomanía de la infancia». De forma similar, concluyó que «podemos detectar un elemento de megalomanía en muchas formas de trastorno paranoico. Podemos, pues, presuponer que esta megalomanía es esencialmente de naturaleza infantil y que, como parte del proceso de desarrollo, se sacrifica a las consideraciones sociales».
Edmund Bergler también considera la megalomanía normal en la niñez, y que se reactiva más tarde en la vida como juego.
Otto Fenichel establece que, en aquellos que en la vida posterior reaccionan con negación ante el daño narcisista, ocurre una regresión similar a la megalomanía de la niñez.

## Relaciones objetales
Mientras que Freud vio la megalomanía como un obstáculo para el psicoanálisis, en la segunda mitad del siglo XX las teorías de la relación objetal, tanto en Estados Unidos como los kleinianos en Gran Bretaña, consideraron la megalomanía un mecanismo de defensa psicológico. Tal enfoque se basa en la perspectiva de Heinz Kohut de la megalomanía narcisista como un aspecto del desarrollo normal, en contraste con Otto Kernberg, para quien es el desarrollo de una distorsión patológica.

## Diariamente

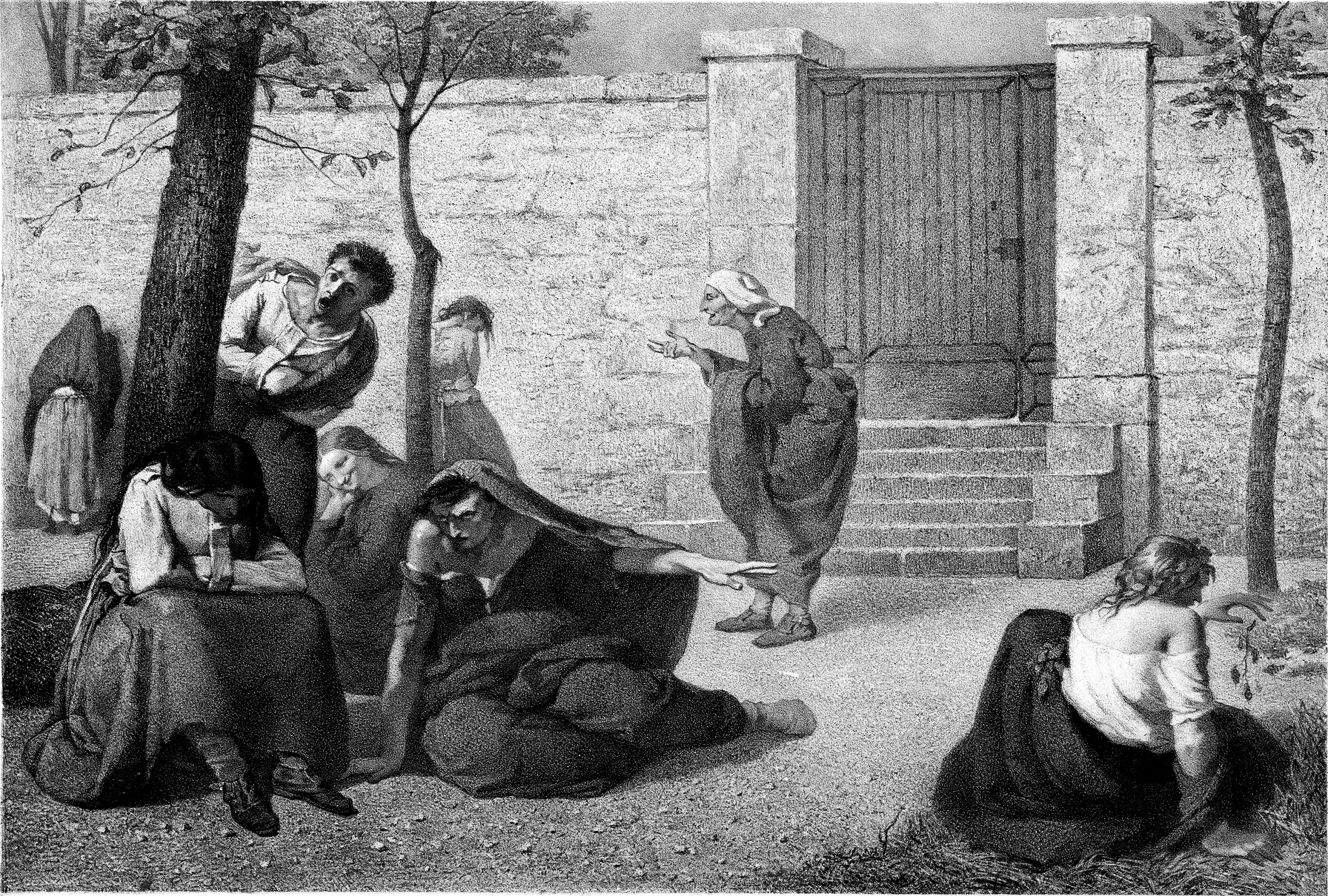
Litografía de 1857 por Armand Gautier, mostrando las personificaciones de la demencia, la megalomanía, la manía aguda, la melancolía, la idiotez, las alucinaciones, la erotomanía y la parálisis en los jardines del Hospicio de la Salpêtrière.

Además de ser un síntoma patológico, cierto grado de megalomanía es una forma de defensa, una defensa maníaca ante la experiencia de separación y pérdida. Cuando se vincula a una posición de poder, ya sea militar, político, o de control burocrático, es probable que conduzca a un error de cálculo como un subproducto de la vanidad del sujeto.

## Terapia
Debido a que el megalómano tiende a no estar particularmente interesado en examinarse o en cambiar, las sesiones psicoanalíticas pueden ser menos eficaces para tratarlo que la medicación.
La transferencia en una sesión psicoanalítica también puede verse comprometida por la presencia de una tendencia megalomaníaca en el paciente.